# Bundesstraße 76
De Bundesstraße 76 (ook wel B76) is een bundesstraße in de Duitse deelstaat Sleeswijk-Holstein.
De B76 begint bij Sleeswijk en loopt verder langs de steden Eckernförde, Kiel, Preetz, Plön, Eutin, Scharbeutz en verder naar Travemünde. De B76 is ongeveer 130 kilometer lang.

## Routebeschrijving
De B76 begint op afrit Schleswig-Nord van de B201 loopt langs Schleswig. waar bij afrit Schleswig-Süd de B77.aansluit De B76 loopt in langs Busdorf, langs Fahrdorf, door Borgwedel, Güby, Fleckeby, Kosel en Eckernförde waarze samenloopt met de B203. De B76 loopt door Altenhof, Neudorf-Bornstein, langs Gettorf, Blickstedt, Neuwittenbek/Altenholz naar Kiel, waar de B503 aansluit. De B76 kruist bij de afrit Kiel-Mitte de B215, sluit bij Kiel-Barkauer Kreuz de B404 aan. bij afrit Kiel-Ostring sluit de B502 aan en loopt langs Raisdorf waar de B202 iaansluit. De B76 loopt verder langs Preetz, door Lehmkuhlen, Wittmoldt, kruist de Kleiner Plöner See komt door Plön waar ze een samenloopt met de B430, door Bösdorf, langs Neudorf en Eutin. De B76 loopt nog door Röbel, langs Süsel en sluit bij afrit Eutin aan op de A1.

## Vervanging
Tussen afrit Euting en een kruising en Scharbeutz is de B76 vervangen door de A1 en de B432.

## Voortzetting
Vanaf de kruising met de B432 bij Scharbeutz loopt de B76 door Timmendorfer Strand en Niendorf en eindigt bij afrit Lübeck-Travemünde-Nordwest op de B75.
B1 · B2 · B4 · B5 · B75 · B76 · B77 · B87 · B96 · B96a · B96b · B97 · B101 · B102 · B103 · B104 · B105 · B106 · B107 · B108 · B109 · B110 · B111 · B112 · B112n · B113 · B115 · B122 · B156 · B158 · B166 · B167 · B168 · B169 · B179 · B182 · B183 · B187 · B188 · B189 · B190n · B191 · B192 · B193 · B194 · B195 · B196 · B197 · B198 · B199 · B200 · B201 · B202 · B203 · B204 · B205 · B206 · B207 · B208 · B209 · B246 · B320 · B321 · B404 · B430 · B431 · B432 · B434 · B435 · B495 · B501 · B502 · B503